# Tatyana Efimenko
Tatyana Efimenko (née le 2 janvier 1981 à Bichkek) est une athlète kirghize spécialiste du saut en hauteur.

## Palmarès
| Date | Compétition                    | Lieu       | Résultat | Marque |
| ---- | ------------------------------ | ---------- | -------- | ------ |
| 1998 | Jeux mondiaux de la jeunesse   | Moscou     | 2e       | 1,84 m |
| 1998 | Championnats du monde juniors  | Annecy     | 3e       | 1,84 m |
| 2000 | Championnats d’Asie            | Djakarta   | 3e       | 1,80 m |
| 2000 | Jeux olympiques                | Sydney     | qual.    | NM     |
| 2002 | Championnats d’Asie            | Colombo    | 1re      | 1,92 m |
| 2002 | Jeux asiatiques                | Busan      | 1re      | 1,90 m |
| 2003 | Championnats du monde en salle | Birmingham | qual.    | 1,90 m |
| 2004 | Jeux olympiques                | Athènes    | qual.    | 1,89 m |
| 2005 | Championnats d’Asie            | Incheon    | 1re      | 1,92 m |
| 2005 | Championnats du monde          | Helsinki   | qual.    | NM     |
| 2006 | Championnats d’Asie en salle   | Pattaya    | 2e       | 1,91 m |
| 2006 | Championnats du monde en salle | Moscou     | qual.    | 1,86 m |
| 2006 | Jeux asiatiques                | Doha       | 2e       | 1,91 m |
| 2007 | Championnats d’Asie            | Amman      | 1re      | 1,94 m |
| 2008 | Championnats d’Asie en salle   | Doha       | 1re      | 1,91 m |
| 2008 | Championnats du monde en salle | Valence    | qual.    | 1,81 m |
| 2008 | Jeux olympiques                | Pékin      | qual.    | NM     |
| 2009 | Championnats d’Asie            | Guangzhou  | 4e       | 1,87 m |
| 2010 | Jeux asiatiques                | Guangzhou  | 5e       | 1,87 m |

## Records
| Épreuve         | Performance | Lieu | Date            |
| --------------- | ----------- | ---- | --------------- |
| Saut en hauteur | 1,97 m      | Rome | 11 juillet 2003 |

| Épreuve         | Performance | Lieu      | Date           |
| --------------- | ----------- | --------- | -------------- |
| Saut en hauteur | 1,95 m      | Stockholm | 2 février 2006 |